# 마티아스 진델라
마티아스 진델라(Matthias Sindelar, 1903년 2월 10일~1939년 1월 23일)는 원더팀으로 불렸던 1930년대 오스트리아의 축구선수이다. '축구의 모차르트'나 '종이 인간'이란 별명이 붙었던 그는, 1999년 IFFHS가 선정한 '20세기 가장 위대한 오스트리아 축구 선수'로 뽑혔다. 또한 100년간 오스트리아 최고의 스포츠 선수로도 뽑혔다. 그는 최전방 공격수를 두지 않는 제로톱 전술의 펄스나인 유형 공격수의 시초 이기도 하다.

## 유년 시절
그는 오스트리아-헝가리 제국의 모라비아 지방의 코즐로프에서 가난한 유대인 대장장이 가족인 얀 쉰데라르와 마리에 나레 스벤글로바 사이에서 태어났다. 그의 가족이 체코인 혈통을 가고 있었기 때문에 그의 이름도 마테이 쉰델라르(Matěj Šindelář)였다. 그의 가족은 1905년에 오스트리아의 수도인 빈으로 이주하여 퓌바리튼의 체코어 사용자 사회에 정착했다. 어린 마테이/마티아스는 빈의 거리에서 축구를 시작하였다.

## 클럽 경력
15살 때 진델라는 ASV 헤르타 베를린에 들어갔다. 거기서 1924년까지 뛰다가 당시엔 이름이 '비너 아마추어 SV'였던 FK 아우스트리아 빈으로 이적했다. 여기서 그는 팀이 1925년, 1926년, 1933년, 1935년, 1936년 오스트리아 컵 우승과 1926년 리그 우승, 1935년과 1936년 미트로파컵 우승을 이끌었다.
진델라는 당시 유럽에서 위대한 스타 중 한 명이었으며, 그의 뛰어난 볼 컨트롤과 패스, 드리블과 특히 뛰어난 창의성으로 당시대의 축구 선수들에게 영향을 끼치는 존재였다. 일화로 몇몇 비엔나의 팬들은 그의 경기 모습만이 아니라 어떻게 하면 축구를 더 잘 할 수 있는지를 알기 위해 그의 경기를 보러 왔다.
그러했기 때문에 그는 2001년 20세기 오스트리아 대표팀에 이름을 올렸다.

## 국가 대표 경력
1926년에서 1937년까지 43경기에 출장하였고 22골을 기록하였다. 1926년 9월 28일 처음 국제 무대에 데뷔한 체코슬로바키아에서 2-1로 이겼을 때 넣은 한 골을 포함하여 처음 3번의 국제 경기에서 4골을 넣었다. 곧 그는 후고 마이슬 감독 하의 원더팀 오스트리아의 필수적인 선수가 되었다.

### 1934년 FIFA 월드컵
진델라와 오스트리아 대표팀은 특히 1934년 FIFA 월드컵의 강자였다. 가장 주목할 부분은 8강전에서 다음 프랑스에서 열린 월드컵에서 준우승을 하게 되는 헝가리의 중앙 미드필더 샤로시 죄르지를 상대로 한 경기였다. 이 거친 경기에서 한 명의 헝가리 선수가 퇴장당하였고 오스트리아의 미드필더인 요한 호르바트가 부상으로 4강전 이탈리아와의 경기에서 나올 수 없었다. 그리고 다음 경기에서 오스트리아는 개최국 이탈리아와의 경기에서 논란이 될만한 고통스러운 패배를 당했는데, 이는 진델라가 루이스 몬티의 거친 마크로 제대로 경기할 수 없었기 때문이다.

### 1938년 독일과의 경기
1938년 4월 3일, 당시엔 이름이 프라터 슈타디온이었던 에른스트 하펠 슈타디온에서 독일과 독립국 오스트리아를 대표하는 마지막 경기에 참가하였다. 이 경기가 있기 몇 주 전 나치 독일은 오스트리아 병합을 끝냈고 오스트리아 대표팀을 해산시켰으나 1938년 FIFA 월드컵 예선 참가 자격이 있었다. 이 경기(독일어: "Anschlussspiel")는 독일의 오스트리아 병합과 "오스트리아가 제국에 다시 돌아온 것"을 축하하기 위해 시작하였다. 여기서 오스트리아 대표팀은 진델라의 바람대로 원래의 하얀색과 검은색의 유니폼이 아닌 국기 색깔과 같은 빨강-하양-빨강의 유니폼을 입고 뛰었다. 그것은 너무 고의적으로 보였기 때문에 많은 오스트리아인이 경기장을 나갔다. 그러나 20분 만에 진델라와 팀 동료 카를 제스타가 골을 넣으면서 경기는 오스트리아가 2-0으로 승리하면서 끝이 났다. 진델라는 고위 나치 관리들에게 기념해야 할 잔치를 낭비한 것으로 보고되었다. 경기는 다시 벌어졌고 독일은 오스트리아를 9-1로 이겼다.

## 죽음에 관한 일화

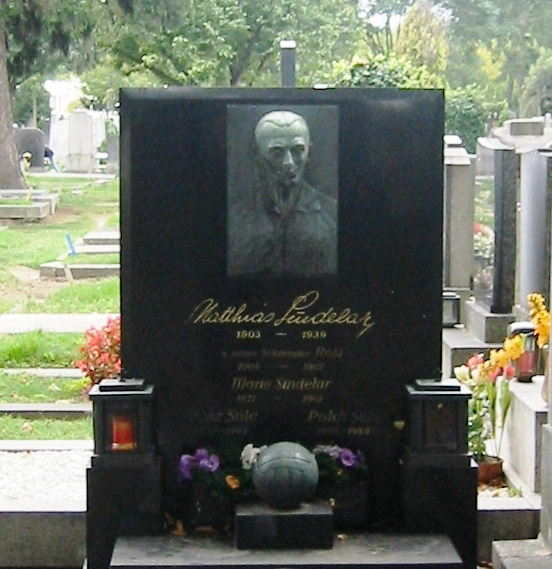
빈 중앙 묘지에 있는 진델라의 묘

항상 그의 나라를 떠나기를 거부했고 오스트리아 합병 이후에 그는 늙었다거나 부상을 이유로 독일 대표팀으로 뛰는 것을 거부하였다.
1939년 1월 23일 진델라와 그의 여자친구 카밀라 카스타그노아는 그들이 같이 살던 빈의 아파트에서 죽은 채로 발견되었는데 공식적인 사인은 일산화탄소 중독이었다.
오스트리아의 작가 프리드리히 토르베르그는 후에 진델라에게 바치는 '한 축구 선수의 죽음에 관하여'(독일어: "Auf den Tod eines Fußballers")란 시를 썼다. 그 시에선 진델라가 1938년 오스트리아 병합 때문에 자살한 것으로 추측하고 있다. 다른 한 편으로 그의 죽음은 사고였으며, 그 원인은 결함이 있었던 굴뚝이 원인으로 꼽혔다. 그러나 2000년대 BBC에서 방송된 다큐멘터리에 따르면, 진델라의 오랜 친구였던 이곤 울버히는 지역 공무원이 뇌물을 받아 그의 죽음을 사고로 기록했으며 이것은 진델라가 주 장례식으로 치루어졌단 것에서 확실하다고 하였다. "나치 법에 따르면, 살해당한 사람이나 자살자는 무덤에 묻히는 영광을 얻을 수 없었다. 그러므로 우리는 그의 죽음에 대한 범죄 요소가 지워진 것으로 확신했다."라고 진술했다.

## 수상 기록
- 오스트리아 분데스리가: 1926
- 오스트리아 컵: 1925, 1926, 1933, 1935, 1936
- 미트로파컵: 1933, 1936
- 중부 유럽 국제 컵: 1932